# 内藤敏子
内藤 敏子（ないとう としこ、 - 2024年〈令和6年〉8月13日。）は、弦楽器チター（ツィター）の演奏家。アジアで唯一のチター・アカデミーである内藤チターアカデミー主宰。
武蔵野音楽大学短期大学弦楽科卒業（ヴァイオリン専攻）。1966年（昭和41年）に国費留学生としてスイスに渡った夫とともにチューリヒで暮らしていた時、チターを知った。ヴァイオリンとツィターの共演を聴いたのがきっかけだった。雑誌『季刊文科』への寄稿で、「踊る野花の風を運んでくるような音楽」に感動したと回想している。そのままスイスで、世界的なチター奏者ジェニー・コーザに師事した。アントーン・カラスやルーディ・クナーブルからもレッスンを受ける。また並行して演奏活動。スイスにてツィター演奏家・教育者としての資格を取得した。親交のあったアントーン・カラス家からは、スイスの東隣オーストリアの首都ウィーンを舞台にし、テーマ曲がチターで奏でられている映画『第三の男』に関する多くの未公開資料を託され、著書『激動のウィーン「第三の男」誕生秘話―チター奏者アントン・カラスの生涯』（2001年8月、マッターホルン出版　ISBN 4901600001）を上梓する。
1975年（昭和50年）の帰国後は再び日本で暮らすようになり、原因不明の病気で6年半の闘病を経た後、1982年（昭和57年）に日本チター協会を設立した。「酒場の音楽」と軽く見られていたチターの地位を高めようと演奏や後進の育成に努め、「チター音楽祭」を東京のサントリーホールで1993年（平成5年）から11年間続けた。教え子には文仁親王妃紀子や栗原小巻らがいるほか、東京や埼玉県、神奈川県、香川県の教室で講師を務めた。
日本フィルハーモニー交響楽団、東京交響楽団をはじめとするオーケストラとの協演、『名曲アルバム』『題名のない音楽会』などテレビ、ラジオなどにも出演。ソロコンサートや講演会も行った。
2024年（令和6年）8月13日、肺癌で死去した。享年82。12月には教え子や友人らによる「偲ぶ会」が東京の法曹会館で開かれた。